# David S. Jackson
David Sherwood Jackson (* 1813 in New York City; † 20. Januar 1872 ebenda) war ein US-amerikanischer Politiker. Er vertrat in den Jahren 1847 und 1848 den Bundesstaat New York im US-Repräsentantenhaus.

## Werdegang
David Sherwood Jackson wurde während des Britisch-Amerikanischen Krieges in New York City geboren und wuchs dort auf. Er besuchte öffentliche Schulen. Zwischen 1843 und 1846 saß er als Alderman im Common Council von New York City. Er ging kaufmännischen Geschäften nach. Politisch gehörte er der Demokratischen Partei an.
Bei den Kongresswahlen des Jahres 1846 wurde er im sechsten Wahlbezirk von New York in das US-Repräsentantenhaus in Washington, D.C. gewählt, wo er am 4. März 1847 die Nachfolge von William W. Campbell antrat. James Monroe focht allerdings seine Wahl wegen eines Formfehlers bei der Anmeldung an. Als Folge davon entschied das US-Repräsentantenhaus am 19. April 1848, dass niemand einen Anspruch auf diesen Sitz habe. Es entstand somit eine Vakanz, die erst nach der nächsten regulären Wahl geschlossen wurde.
Danach verfolgte er wieder seine früheren Geschäfte. Jackson saß in den Jahren 1856 und 1857 erneut als Alderman im Common Council. Er starb am 20. Januar 1872 in New York City und wurde auf dem Marble Cemetery beigesetzt.